# Швидкий лінійний корабель

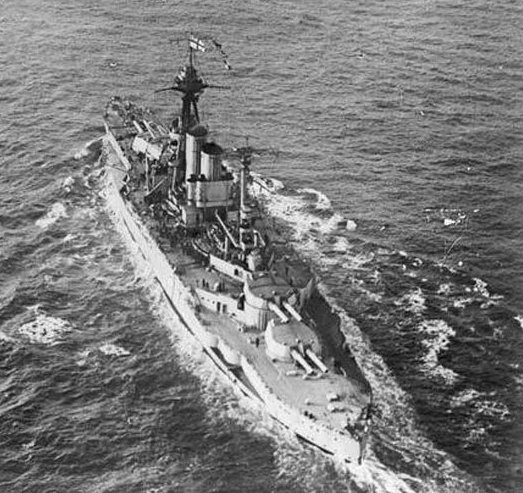
«Квін Елізабет», перший швидкий лінійний корабель (фото 1918)

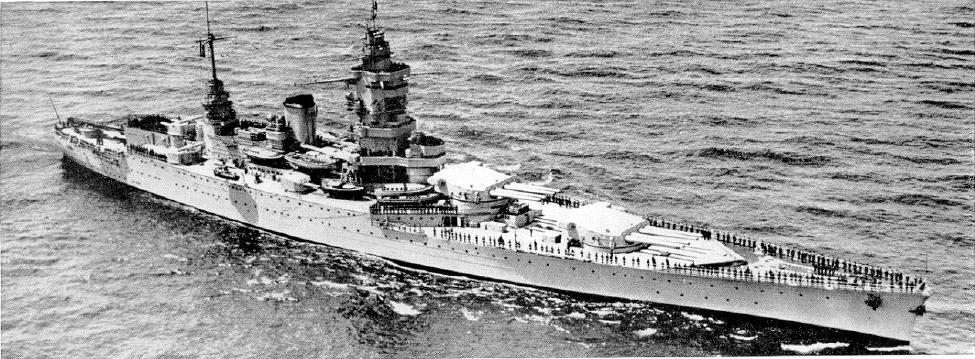
Французький швидкий лінкор «Дюнкерк»

Швидкий лінійний корабель (швидкохідний лінкор) — різновид дредноута, у якого висока швидкість досягалась (принаймні теоретично) не за рахунок ослаблення бронювання чи артилерії. Більшість ранніх лінійних кораблів дредноутного типу конструктивно були нездатні забезпечити високу швидкість. Відповідно термін «швидкий лінкор» застосовується до більш швидкохідних кораблів у порівнянні з іншими лінкорами. Вища швидкість цього типу лінкорів уможливлювала виконання ними додаткових функцій, крім участі у ескадреному бою, таких як супровід авіаносців.
Швидкий лінкор відрізнявся від лінійного крейсера тактичним призначенням. Він мав бути спроможним принаймні на рівних боротися з ворожими лінкорами. Саме це визначало необхідність збільшувати швидкість без шкоди для боєздатності, яка визначалася можливостями артилерії головного калібру та рівнем броньового захисту.  Це був принциповий виклик, що поставав перед конструкторами швидких лінкорів. 
Найпростіший спосіб збільшення швидкості -  збільшення коефіцієнта співвідношення довжини і ширини корабля. Водночас його застосування призводило до збільшення розмірів корабля, яке суттєво підвищувало його вартість та/або призводило до перевищення обмежень, встановлених міжнародними договорами, такими як Вашингтонська морська угода 1922 року, які визначали структуру флотів провідних держав після Першої світової війни). Лише технологічні досягнення, такі як вдосконалення енергетичних установок та запровадження одночасно легкої та міцної броні уможливили побудову швидкохідних лінкорів.
На відміну від терміна «лінійний крейсер», що став офіційним у Королівському флоті у 1911, термін «швидкий лінійний корабель» в основному неформальний. Лінкори типу Queen Elizabeth у сукупності називались Швидкохідною Ескадрою, коли діяли у складі Великого Флоту. Крім цього випадку, швидкі лінійні кораблі не вирізнялися від звичайних у офіційній документації чи у міжнародних угодах.